# Tonina (botânica)
Tonina  Aubl. é um género botânico pertencente à família Eriocaulaceae.
O gênero é composto por uma única espécie:

## Espécie
Tonina fluviatilis